# John Sollée
John (Jean) Sollée, född okänt år, död efter 1799, var en amerikansk (ursprungligen fransk) skådespelare och teaterdirektör. Han var direktör för Charleston Theatre 1796–1799. 
John Sollée uppges vara en flykting från de Haitiska revolutionen på Saint Domingue. Andra källor uppger dock att han kom direkt från Frankrike, och helt enkelt arbetade med många scenartister från Saint Domingue, då USA under denna tid tog emot många flyktingar därifrån. 
Han öppnade 1793-94 Charleston French Theatre, Théâtre Francais eller City Theatre, i kompanjonskap med Francisque du Moulin från Saint Domingue. Den franskspråkiga scenen kunde erbjuda tränade franska artister från Saint Domingue, som Alexander Placide och Suzanne Douvillier och deras Grande Danseurs et Sauteurs du Roi, vilket förorsakade förluster för konkurrenten Thomas Wade West på Charleston Theatre. Wade West lyckades köpa över flera av de mest populära artisterna till sin teater 1795–96, men tvingades 1796 sälja Charleston Theatre till John Sollée, vilket ledde till att stadens två teatrar förenades.  Han och hans teatersällskap turnerade också till John Street Theatre i New York och Boston 1797. De gjorde ingen succé då de inte var insatta i engelskspråkigt drama. Under denna turné rekryterade han dock en rad framstående scenartister som med framgång uppträdde i Charleston, bland dem Louisa Fontenelle Williamson, Dorothea Broadhurst och Elizabeth Whitlock.